# Административно-территориальное деление Московской области

## Административно-территориальное и муниципальное устройство
Административно-территориальное устройство Московской области, осуществляемое для выполнения функций государственного управления, регулируется законом Московской области № 11/2013-ОЗ «Об административно-территориальном устройстве Московской области». Населённые пункты, административно подчинённые каждой из административно-территориальных единиц, перечислены в Постановлении губернатора Московской области № 329-ПГ «Об учётных данных административно-территориальных и территориальных единиц Московской области». Административно-территориальными единицами Московской области являются города областного подчинения (с административной территорией и без административной территории), пгт областного подчинения и закрытые административно-территориальные образования.
Муниципальное устройство Московской области, осуществляемое для реализации местного самоуправления, регулируется законами Московской области о статусе и границах каждого муниципального образования. Все муниципальные образования Московской области совпадают по своим границам с административно-территориальными единицами и являются городскими округами или муниципальными округами. Исторические данные по количеству муниципальных образований по состоянию на начало каждого календарного года публикуются на сайте государственного комитета по статистике России.
Количество административно-территориальных единиц и муниципальных образований, а также соотношение между ними представлено в следующей таблице:
| Административно-территориальные единицы              | Административно-территориальные единицы | Муниципальные образования | Муниципальные образования |
| Тип                                                  | Кол-во                                  | Тип                       | Кол-во                    |
| пгт областного подчинения с адм. территорией         | 3                                       | муниципальные округа      | 14                        |
| города областного подчинения с адм. территорией      | 39                                      | муниципальные округа      | 14                        |
| города областного подчинения с адм. территорией      | 39                                      | городские округа          | 42                        |
| города областного подчинения без адм. территории     | 9                                       | городские округа          | 42                        |
| закрытые административно-территориальные образования | 5                                       | городские округа          | 42                        |

## Объекты административно-территориального регулирования
- Административно-территориальная единица — часть территории Московской области в фиксированных границах, установленная для осуществления функций государственного управления, полученная в результате административно-территориального деления Московской области, имеющая установленный законодательством статус и наименование.
- Территориальная единица — населённый пункт (город, административно подчинённый городу областного подчинения, посёлок городского типа, административно подчинённый городу областного подчинения, сельский населённый пункт) либо группа населённых пунктов (административная территория), не являющихся административно-территориальной единицей.
- Город областного подчинения — административно-территориальная единица, являющаяся экономическим и культурным центром, имеющим развитую промышленность либо научно-производственный комплекс, развитую социальную инфраструктуру, с численностью населения не менее 50 тысяч человек. В отдельных случаях к указанной категории городов могут быть отнесены города с меньшей численностью населения, но имеющие важное промышленное, социально-культурное или историческое значение, перспективу дальнейшего экономического развития и роста численности населения.
- Поселок городского типа областного подчинения - административно-территориальная единица, являющаяся экономическим и социальным центром, с численностью населения не менее пяти тысяч человек. В отдельных случаях к указанной категории поселков городского типа могут быть отнесены населенные пункты с меньшей численностью населения, но имеющие перспективу дальнейшего экономического развития и роста численности населения
- Закрытое административно-территориальное образование — административно-территориальная единица, порядок создания, преобразования, упразднения, изменения границ и правовой режим которой установлены Законом Российской Федерации от 14 июля 1992 года N 3297-1 «О закрытом административно-территориальном образовании»[4].
- Населённый пункт — часть территории, служащая постоянным или преимущественным местом проживания и жизнедеятельности людей, имеющая сосредоточенную застройку в пределах границы, установленной в соответствии с законодательством Российской Федерации.
- Городской населённый пункт — административно-территориальная или территориальная единица, являющаяся промышленным, экономическим и социальным центром, имеющая преимущественно средне- и многоэтажную жилую застройку, а также численность населения, соответствующую требованиям настоящего Закона об административно-территориальном устройстве Московской области.
- Город, административно подчинённый городу областного подчинения — территориальная единица, находящаяся в границах городского округа.
- Посёлок городского типа, административно подчинённый городу областного подчинения — территориальная единица, находящаяся в границах городского округа.
- Сельский населённый пункт — территориальная единица, не соответствующая совокупности признаков, установленных для городского населённого пункта.
- Административная территория — территориальная единица, состоящая из одного или нескольких городов, административно подчинённых городу областного подчинения, и (или) одного или нескольких посёлков городского типа, административно подчинённых городу областного подчинения, и (или) одного или нескольких сельских населённых пунктов, административно подчинённых городу областного подчинения или посёлку городского типа областного подчинения.
- Административное подчинение населённых пунктов городу или посёлку городского типа — сложившиеся территориальные, социально-экономические и административные связи между городом областного подчинения, посёлком городского типа областного подчинения и населёнными пунктами, обеспечивающие управление данными населенными пунктами.
- Административный центр — населённый пункт, статус которого определён с учётом местных традиций и сложившейся социальной инфраструктуры.
- Типы населённых пунктов
  - городские населённые пункты
  - сельские населённые пункты
- Категории городских населённых пунктов
  - город областного подчинения
  - город, административно подчинённый городу областного подчинения
  - посёлок городского типа областного подчинения
  - посёлок городского типа, административно подчинённый городу областного подчинения
- Категории сельских населённых пунктов
  - село
  - посёлок
  - деревня
  - хутор
  - слободка
  - местечко

## Перечень административно-территориальных единиц и муниципальных образований
Административно-территориальные единицы и соответствующие им муниципальные образования сгруппированы в таблице по их типу, при этом в светло-голубых строках таблицы указан тип административно-территориальной единицы (город областного подчинения, пгт областного подчинения, ЗАТО). Все муниципальные образования являются по своему типу городскими округами или муниципальными округами. Наименования административно-территориальных единиц и муниципальных образований приведены в соответствии с их наименованиями в Законе Московской области «Об административно-территориальном устройстве Московской области» и в законах Московской области о статусе и границах соответствующего муниципального образования. В столбце «Закон» даны ссылки на законы Московской области о статусе и границах соответствующих муниципальных образований. Карты границ муниципальных образований определяются геодезическими координатами в приложениях к данным законам.
| №                                                            | Код ОКАТО | Название АТЕ      | Код ОКТМО | Название МО         | Флаг | Герб | Закон                   | Геогра- фия   | Население (чел.) | Площадь (км²) | Плотность населения (чел./км²) | Адм. центр           |
| Города областного подчинения с административной территорией  |           |                   |           |                     |      |      |                         |               |                  |               |                                |                      |
| 1                                                            | 46 404    | Балашиха          | 46 704    | Балашиха            |      |      | 208/2014-ОЗ от 30.12.14 | восток        | ↗554 248         | 243,98        | 2271.69                        | г. Балашиха          |
| 2                                                            | 46 407    | Видное            | 46 707    | Ленинский           |      |      | 172/2019-ОЗ от 19.07.19 | юг            | ↗327 211         | 202,82        | 1613.31                        | г. Видное            |
| 3                                                            | 46 408    | Волоколамск       | 46 708    | Волоколамский МО    |      |      | 139/2019-ОЗ от 09.07.19 | запад         | ↘40 245          | 1683,51       | 23.91                          | г. Волоколамск       |
| 4                                                            | 46 410    | Воскресенск       | 46 710    | Воскресенск         |      |      | 105/2019-ОЗ от 13.06.19 | юго-восток    | ↗160 755         | 812,48        | 197.86                         | г. Воскресенск       |
| 5                                                            | 46 415    | Дмитров           | 46 715    | Дмитровский МО      |      |      | 85/2018-ОЗ от 20.06.18  | север         | ↗165 081         | 2181,99       | 75.66                          | г. Дмитров           |
| 6                                                            | 46 409    | Домодедово        | 46 709    | Домодедово          |      |      | 234/2006-ОЗ от 21.12.06 | юг            | ↗226 573         | 818,76        | 276.73                         | г. Домодедово        |
| 7                                                            | 46 422    | Егорьевск         | 46 722    | Егорьевск МО        |      |      | 225/2015-ОЗ от 16.12.15 | юго-восток    | ↗111 759         | 1717,06       | 65.09                          | г. Егорьевск         |
| 8                                                            | 46 429    | Зарайск           | 46 729    | Зарайск МО          |      |      | 54/2017-ОЗ от 21.04.17  | юго-восток    | ↗36 618          | 967,68        | 37.84                          | г. Зарайск           |
| 9                                                            | 46 433    | Истра             | 46 733    | Истра МО            |      |      | 117/2017-ОЗ от 18.07.17 | запад         | ↗121 363         | 1268,97       | 95.64                          | г. Истра             |
| 10                                                           | 46 435    | Кашира            | 46 735    | Кашира              |      |      | 228/2015-ОЗ от 16.12.15 | юг            | ↘65 747          | 646,09        | 101.76                         | г. Кашира            |
| 11                                                           | 46 437    | Клин              | 46 737    | Клин                |      |      | 170/2017-ОЗ от 11.10.17 | северо-запад  | ↗148 545         | 2019,62       | 73.55                          | г. Клин              |
| 12                                                           | 46 438    | Коломна           | 46 738    | Коломна             |      |      | 181/2020-ОЗ от 25.09.20 | юго-восток    | ↘213 701         | 1728,46       | 123.64                         | г. Коломна           |
| 13                                                           | 46 439    | Красногорск       | 46 744    | Красногорск         |      |      | 60/2017-ОЗ от 24.04.17  | запад         | ↗335 991         | 226,54        | 1483.14                        | г. Красногорск       |
| 14                                                           | 46 442    | Лосино-Петровский | 46 742    | Лосино-Петровский   |      |      | 200/2004-ОЗ от 29.12.04 | северо-восток | ↗72 040          | 91,27         | 789.31                         | г. Лосино-Петровский |
| 15                                                           | 46 447    | Луховицы          | 46 747    | Луховицы МО         |      |      | 55/2017-ОЗ от 21.04.17  | восток        | ↗61 079          | 1282,53       | 47.62                          | г. Луховицы          |
| 16                                                           | 46 448    | Люберцы           | 46 748    | Люберцы             |      |      | 56/2017-ОЗ от 21.04.17  | юго-восток    | ↗364 888         | 167,20        | 2182.34                        | г. Люберцы           |
| 17                                                           | 46 445    | Можайск           | 46 745    | Можайский МО        |      |      | 1/2018-ОЗ от 27.01.18   | запад         | ↗92 529          | 2626,88       | 35.22                          | г. Можайск           |
| 18                                                           | 46 446    | Мытищи            | 46 746    | Мытищи              |      |      | 227/2015-ОЗ от 16.12.15 | северо-восток | ↗309 564         | 429,43        | 720.87                         | г. Мытищи            |
| 19                                                           | 46 450    | Наро-Фоминск      | 46 750    | Наро-Фоминский      |      |      | 78/2017-ОЗ от 24.05.17  | юго-запад     | ↗198 501         | 1547,76       | 128.25                         | г. Наро-Фоминск      |
| 20                                                           | 46 451    | Ногинск           | 46 751    | Богородский         |      |      | 68/2018-ОЗ от 23.05.18  | восток        | ↗220 062         | 808,00        | 272.35                         | г. Ногинск           |
| 21                                                           | 46 455    | Одинцово          | 46 755    | Одинцовский         |      |      | 2/2019-ОЗ от 25.01.19   | юго-запад     | ↗482 184         | 1255,05       | 384.2                          | г. Одинцово          |
| 22                                                           | 46 457    | Орехово-Зуево     | 46 757    | Орехово-Зуевский    |      |      | 33/2019-ОЗ от 20.03.19  | восток        | ↘240 323         | 1857,66       | 129.37                         | г. Орехово-Зуево     |
| 23                                                           | 46 459    | Павловский Посад  | 46 759    | Павлово-Посадский   |      |      | 251/2022-ОЗ от 28.12.22 | восток        | 152122           | 606,14        | 250.97                         | г. Павловский Посад  |
| 24                                                           | 46 460    | Подольск          | 46 760    | Подольск            |      |      | 81/2015-ОЗ от 22.05.15  | юг            | ↗350 634         | 339,12        | 1033.95                        | г. Подольск          |
| 25                                                           | 46 458    | Пушкино           | 46 758    | Пушкинский          |      |      | 250/2020-ОЗ от 03.12.20 | северо-восток | ↗300 898         | 742,49        | 405.26                         | г. Пушкино           |
| 26                                                           | 46 468    | Раменское         | 46 768    | Раменский МО        |      |      | 58/2019-ОЗ от 18.04.19  | юго-восток    | ↗305 988         | 1367,90       | 223.69                         | г. Раменское         |
| 27                                                           | 46 466    | Руза              | 46 766    | Рузский МО          |      |      | 57/2017-ОЗ от 21.04.17  | запад         | ↗79 874          | 1567,56       | 50.95                          | г. Руза              |
| 28                                                           | 46 428    | Сергиев Посад     | 46 728    | Сергиево-Посадский  |      |      | 32/2019-ОЗ от 20.03.19  | северо-восток | ↘214 155         | 2026,97       | 105.65                         | г. Сергиев Посад     |
| 29                                                           | 46 470    | Серпухов          | 46 770    | Серпухов            |      |      | 1/2023-ОЗ от 30.01.23   | юг            | 238250           | 1101,25       | 216.35                         | г. Серпухов          |
| 30                                                           | 46 471    | Солнечногорск     | 46 771    | Солнечногорск       |      |      | 38/2019-ОЗ от 27.03.19  | северо-запад  | ↗135 509         | 937,08        | 144.61                         | г. Солнечногорск     |
| 31                                                           | 46 476    | Ступино           | 46 776    | Ступино             |      |      | 118/2017-ОЗ от 18.07.17 | юг            | ↘118 129         | 1707,85       | 69.17                          | г. Ступино           |
| 32                                                           | 46 478    | Талдом            | 46 778    | Талдомский          |      |      | 70/2018-ОЗ от 28.05.18  | север         | ↘47 029          | 1427,02       | 32.96                          | г. Талдом            |
| 33                                                           | 46 480    | Фрязино           | 46 780    | Фрязино             |      |      | 38/2005-ОЗ от 09.02.05  | северо-восток | ↘58 677          | 9,18          | 6391.83                        | г. Фрязино           |
| 34                                                           | 46 483    | Химки             | 46 783    | Химки               |      |      | 50/2005-ОЗ от 22.02.05  | северо-запад  | ↘256 684         | 257,62        | 996.37                         | г. Химки             |
| 35                                                           | 46 485    | Черноголовка      | 46 781    | Черноголовка        |      |      | 61/2005-ОЗ от 28.02.05  | северо-восток | ↘21 254          | 61,85         | 343.64                         | г. Черноголовка      |
| 36                                                           | 46 484    | Чехов             | 46 784    | Чехов МО            |      |      | 119/2017-ОЗ от 18.07.17 | юг            | ↗128 144         | 865,38        | 148.08                         | г. Чехов             |
| 37                                                           | 46 486    | Шатура            | 46 786    | Шатура МО           |      |      | 80/2020-ОЗ от 30.04.20  | восток        | ↘101 188         | 2675,14       | 37.83                          | г. Шатура            |
| 38                                                           | 46 488    | Щёлково           | 46 788    | Щёлково             |      |      | 34/2019-ОЗ от 22.03.19  | восток        | ↗218 279         | 621,49        | 351.22                         | г. Щёлково           |
| 39                                                           | 46 490    | Электросталь      | 46 790    | Электросталь        |      |      | 130/2004-ОЗ от 25.10.04 | восток        | ↘150 729         | 138,48        | 1088.45                        | г. Электросталь      |
| Города областного подчинения без административной территории |           |                   |           |                     |      |      |                         |               |                  |               |                                |                      |
| 40                                                           | 46 405    | Бронницы          | 46 705    | Бронницы            |      |      | 202/2004-ОЗ от 29.12.04 | юго-восток    | ↘20 981          | 22,16         | 946.8                          | г. Бронницы          |
| 41                                                           | 46 416    | Долгопрудный      | 46 716    | Долгопрудный        |      |      | 56/2005-ОЗ от 25.02.05  | север         | ↘119 089         | 30,52         | 3902                           | г. Долгопрудный      |
| 42                                                           | 46 418    | Дубна             | 46 718    | Дубна               |      |      | 84/2005-ОЗ от 28.02.05  | север         | ↘74 032          | 63,15         | 1172.32                        | г. Дубна             |
| 43                                                           | 46 425    | Жуковский         | 46 725    | Жуковский           |      |      | 171/2004-ОЗ от 15.12.04 | юго-восток    | ↘110 083         | 47,29         | 2327.83                        | г. Жуковский         |
| 44                                                           | 46 434    | Королёв           | 46 734    | Королёв             |      |      | 53/2014-ОЗ от 21.05.14  | северо-восток | ↘226 007         | 55,47         | 4074.4                         | г. Королёв           |
| 45                                                           | 46 444    | Котельники        | 46 739    | Котельники          |      |      | 160/2004-ОЗ от 25.11.04 | юго-восток    | ↗72 311          | 14,24         | 5078.02                        | г. Котельники        |
| 46                                                           | 46 440    | Лобня             | 46 740    | Лобня               |      |      | 21/2005-ОЗ от 19.01.05  | север         | ↘81 143          | 31,56         | 2571.07                        | г. Лобня             |
| 47                                                           | 46 441    | Лыткарино         | 46 741    | Лыткарино           |      |      | 128/2004-ОЗ от 25.10.04 | юго-восток    | ↗66 526          | 17,29         | 3847.66                        | г. Лыткарино         |
| 48                                                           | 46 464    | Реутов            | 46 764    | Реутов              |      |      | 134/2004-ОЗ от 29.10.04 | восток        | ↘112 070         | 9,09          | 12328.93                       | г. Реутов            |
| Пгт областного подчинения с административной территорией     |           |                   |           |                     |      |      |                         |               |                  |               |                                |                      |
| 49                                                           | 46 452    | Лотошино          | 46 752    | Лотошино МО         |      |      | 140/2019-ОЗ от 09.07.19 | запад         | ↘21 886          | 979,57        | 22.34                          | пгт Лотошино         |
| 50                                                           | 46 472    | Серебряные Пруды  | 46 772    | Серебряные Пруды МО |      |      | 229/2015-ОЗ от 16.12.15 | юг            | ↘23 278          | 877,38        | 26.53                          | пгт Серебряные Пруды |
| 51                                                           | 46 487    | Шаховская         | 46 787    | Шаховская МО        |      |      | 226/2015-ОЗ от 16.12.15 | запад         | ↗29 743          | 1218,88       | 24.4                           | пгт Шаховская        |
| Закрытые административно-территориальные образования         |           |                   |           |                     |      |      |                         |               |                  |               |                                |                      |
| 52                                                           | 46 505    | Краснознаменск    | 46 706    | Краснознаменск      |      |      | Указ 20 от 19.01.15     | юго-запад     | ↗44 657          | 13,32         | 3352.63                        | г. Краснознаменск    |
| 53                                                           | 46 573    | Власиха           | 46 773    | Власиха             |      |      | Указ 70 от 19.01.09     | запад         | ↗28 633          | 4,39          | 6522.32                        | пгт Власиха          |
| 54                                                           | 46 562    | Восход            | 46 763    | Восход              |      |      | Указ 694 от 10.07.06    | запад         | ↘2056            | 16,15         | 127.31                         | пгт Восход           |
| 55                                                           | 46 574    | Звёздный городок  | 46 774    | Звёздный городок    |      |      | Указ 68 от 19.01.09     | северо-восток | ↘7569            | 3,10          | 2441.61                        | пгт Звёздный городок |
| 56                                                           | 46 560    | Молодёжный        | 46 761    | Молодёжный          |      |      | Указ 693 от 10.07.06    | юго-запад     | ↘2869            | 5,92          | 484.63                         | пгт Молодёжный       |

## История административно-территориального деления Московской области

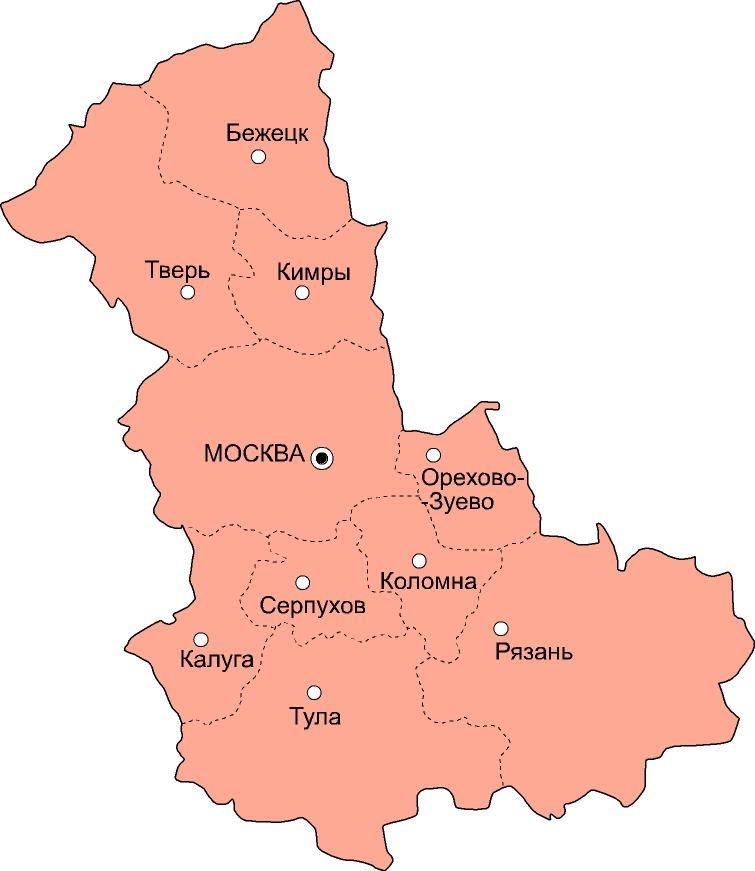
Округа Московской области в 1930 году

### 1929—1990
- 14 января 1929 года выходит постановление Президиума ВЦИК «Об образовании на территории РСФСР административно-территориальных объединений краевого и областного значения», согласно которому с 1 октября 1929 года образуется в том числе Центрально-промышленная область[12].
- 3 июня 1929 года постановлением Президиума ВЦИК было изменено наименование образуемой Центрально-промышленной области на Московскую область, а город Москва был выделен в самостоятельную административно-территориальную единицу с непосредственным подчинением областным органам управления.
- 1 октября 1929 вступает в силу постановление Президиума ВЦИК и официально создается Московская область с центром в городе Москве. В состав новообразованной области вошли территории Московской, Рязанской и Тульской губерний, а также основная часть Тверской губернии (оставшаяся часть вошла в состав Западной области) и, частично, Владимирская и Калужская губернии (основные их части вошли в состав Ивановской промышленной области и Западной области, соответственно)[12]. Московская область была поделена на 10 округов, разделённых в свою очередь на 146 районов[13]. Были выделены промышленные округа: Московский (27 районов), Орехово-Зуевский (7 районов), Коломенский (11 районов), Кимрский (7 районов), Серпуховский (9 районов), Тульский, Тверской (12 районов); и сельскохозяйственные округа: Рязанский (27 районов), Бежецкий (7 районов) и Калужский (11 районов)[13].
- 23 июля 1930 года окружное деление было упразднено, районы подчинены непосредственно областным властям. На 15 ноября 1931 года в Московской области насчитывалось 142 района, 6238 сельсоветов, 67 городов, в том числе 7 выделенных в отдельные административно-хозяйственные единицы, 61 рабочий посёлок и 37,1 тыс. сельских населённых пунктов[14].
- 23 февраля 1931 года постановлением объединённого заседания 2-го Московского областного съезда Советов и пленума Моссовета город Москва был выделен в самостоятельную административно-территориальную единицу[15].

| №   | Номер на карте | Район                         | Адм. центр                            |
| --- | -------------- | ----------------------------- | ------------------------------------- |
| 1   | 97             | Алексинский район             | г. Алексин                            |
| 2   | 143            | Арсеньевский район            | Арсеньево                             |
| 3   | 119            | Бабынинский район             | Бабынино                              |
| 4   | 12             | Бежецкий район                | г. Бежецк                             |
| 5   | 144            | Белёвский район               | г. Белёв                              |
| 6   | 113            | Бобриковская пригородная зона | г. Бобрики                            |
| 7   | 125            | Богородицкий район            | Богородицк                            |
| 8   | 101            | Больше-Коровинский район      | Большое Коровино                      |
| 9   | 115            | Болоховский район             | пгт Болохово                          |
| 10  | 67             | Боровский район               | Боровск                               |
| 11  | 62             | Бронницкий район              | Бронницы                              |
| 12  | 99             | Венёвский район               | Венёв                                 |
| 13  | 58             | Верейский район               | Верея                                 |
| 14  | 1              | Весьегонский район            | Весьегонск                            |
| 15  | 63             | Виноградовский район          | Виноградово                           |
| 16  | 138            | Воловский район               | Волово                                |
| 17  | 34             | Волоколамский район           | Волоколамск                           |
| 18  | 64             | Воскресенский район           | Воскресенск                           |
| 19  | 70             | Высокинический район          | Высокиничи                            |
| 20  | 7              | Вышневолоцкий район           | Вышний Волочёк                        |
| 21  | 127            | Горловский район              | с. Горлово                            |
| 22  | 124            | Дедиловский район             | Дедилово                              |
| 23  | 95             | Детчинский район              | Детчино                               |
| 24  | 30             | Дмитровский район             | Дмитров                               |
| 25  | 113            | Донской район                 | пгт Донской                           |
| 26  | 117            | Дубенский район               | пгт Дубна                             |
| 27  | 65             | Егорьевский район             | Егорьевск                             |
| 28  | 80             | Елатомский район              | Елатьма                               |
| 29  | 23             | Емельяновский район           | с. Емельяново                         |
| 30  | 126            | Епифанский район              | Епифань                               |
| 31  | 84             | Ерахтурский район             | с. Ерахтур                            |
| 32  | 81             | Ермишинский район             | п. Ермишь                             |
| 33  | 8              | Есеновский район              | Есеновичи                             |
| 34  | 137            | Ефремовский район             | г. Ефремов                            |
| 35  | 29             | Загорский район               | Загорск                               |
| 36  | 25             | Завидовский район             | пгт Ново-Завидово                     |
| 37  | 93             | Заокский район                | Тарусская                             |
| 38  | 89             | Зарайский район               | Зарайск                               |
| 39  | 102            | Захаровский район             | Захаровское                           |
| 40  | 54             | Звенигородский район          | Звенигород                            |
| 41  | 39             | Зелёный Город                 | Зелёный Город                         |
| 42  | 92             | Иваньковский район            | с. Иваньково                          |
| 43  | 85             | Ижевский район                | с. Ижевское                           |
| 44  | 36             | Истринский район              | г. Истра                              |
| 45  | 82             | Кадомский район               | Кадом                                 |
| 46  | 19             | Калининский район             | г. Калинин                            |
| 47  | 96             | Калужский район               | Калуга                                |
| 48  | 16             | Калязинский район             | Калязин                               |
| 49  | 139            | Каменский район               | Архангельское                         |
| 50  | 79             | Касимовский район             | Касимов                               |
| 51  | 15             | Кашинский район               | Кашин                                 |
| 52  | 90             | Каширский район               | Кашира                                |
| 53  | 14             | Кесовогорский район           | Кесова гора                           |
| 54  | 112            | Кимовский район               | п. при станции Епифань (Михайловский) |
| 55  | 18             | Кимрский район                | Кимры                                 |
| 56  | 77             | Клепиковский район            | Спас-Клепики                          |
| 57  | 31             | Клинский район                | Клин                                  |
| 58  | 75             | Коломенский район             | Коломна                               |
| 59  | 38             | Коммунистический район        | Хлебниково                            |
| 60  | 26             | Конаковский район             | Конаково                              |
| 61  | 28             | Константиновский район        | Константиново                         |
| 62  | 109            | Кораблинский район            | Кораблино                             |
| 63  | 66             | Коробовский район             | Кривандино                            |
| 64  | 122            | Крапивенский район            | Крапивна                              |
| 65  | 52             | Красногорский район           | Красногорск                           |
| 66  | 60             | Красно-Пахорский район        | с. Красная Пахра                      |
| 67  | 3              | Краснохолмский район          | Красный Холм                          |
| 68  | 53             | Кунцевский район              | Кунцево                               |
| 69  | 135            | Куркинский район              | Куркино                               |
| 70  | 46             | Куровской район               | Куровская                             |
| 71  | 98             | Лаптевский район              | Лаптево                               |
| 72  | 48             | Ленинский район               | Ленино                                |
| 73  | 5              | Лесной район                  | с. Лесное                             |
| 74  | 21             | Лихославльский район          | Лихославль                            |
| 75  | 71             | Лопасненский район            | Лопасня                               |
| 76  | 32             | Лотошинский район             | Лотошино                              |
| 77  | 76             | Луховицкий район              | Луховицы                              |
| 78  | 11             | Максатихинский район          | Максатиха                             |
| 79  | 74             | Малинский район               | Малино                                |
| 80  | 68             | Малоярославецкий район        | Малоярославец                         |
| 81  | 133            | Милославский район            | Милославское                          |
| 82  | 111            | Михайловский район            | г. Михайлов                           |
| 83  | 73             | Михневский район              | Михнево                               |
| 84  | 56             | Можайский район               | Можайск                               |
| 85  | 4              | Молоковский район             | Молоково                              |
| 86  | 51             | Мытищинский район             | Мытищи                                |
| 87  | 59             | Наро-Фоминский район          | Наро-Фоминск                          |
| 88  | 17             | Нерльский район               | с. Нерль                              |
| 89  | 132            | Ново-Деревенский район        | Ново-Деревенский                      |
| 90  | 35             | Ново-Петровский район         | Ново-Петровское                       |
| 91  | 22             | Новоторжский район            | Торжок                                |
| 92  | 41             | Ногинский район               | Ногинск                               |
| 93  | 121            | Одоевский район               | Одоев                                 |
| 94  | 91             | Озёрский район                | Озёры                                 |
| 95  | 43             | Орехово-Зуевский район        | Орехово-Зуево                         |
| 96  | 42             | Павлово-Посадский район       | Павловский Посад                      |
| 97  | 118            | Перемышльский район           | Перемышль                             |
| 98  | 83             | Пителинский район             | Пителино                              |
| 99  | 44             | Петушинский район             | Петушки                               |
| 100 | 142            | Плавский район                | Плавск                                |
| 101 | 61             | Подольский район              | Подольск                              |
| 102 | 110            | Пронский район                | Пронск                                |
| 103 | 39             | Пушкинский район              | Пушкино                               |
| 104 | 47             | Раменский район               | Раменское                             |
| 105 | 20             | Рамешковский район            | Рамешки                               |
| 106 | 50             | Реутовский район              | Реутово                               |
| 107 | 55             | Рузский район                 | Руза                                  |
| 108 | 88             | Рыбновский район              | Рыбное                                |
| 109 | 129            | Ряжский район                 | Ряжск                                 |
| 110 | 87             | Рязанский район               | Рязань                                |
| 111 | 2              | Сандовский район              | Сандово                               |
| 112 | 108            | Сапожковский район            | Сапожок                               |
| 113 | 131            | Сараевский район              | Сараи                                 |
| 114 | 106            | Сасовский район               | Сасово                                |
| 115 | 100            | Серебряно-Прудский район      | Серебряные пруды                      |
| 116 | 72             | Серпуховский район            | Серпухов                              |
| 117 | 128            | Скопинский район              | Скопин                                |
| 118 | 37             | Солнечногорский район         | Солнечногорск                         |
| 119 | 13             | Сонковский район              | Сонково                               |
| 120 | 86             | Спасский район                | г. Спасск                             |
| 121 | 9              | Спировский район              | Спирово                               |
| 122 | 103            | Старожиловский район          | Старожилово                           |
| 123 | 27             | Талдомский район              | Талдом                                |
| 124 | 94             | Тарусский район               | Таруса                                |
| 125 | 140            | Тёпло-Огарёвский район        | Тёплая                                |
| 126 | 136            | Товарковский район            | пгт Каганович                         |
| 127 | 10             | Толмачёвский район            | Толмачи                               |
| 128 | 116            | Тульский район                | г. Тула                               |
| 129 | 78             | Тумский район                 | Тума                                  |
| 130 | 24             | Тургиновский район            | с. Тургиново                          |
| 131 | 57             | Уваровский район              | Уваровка                              |
| 132 | 69             | Угодско-Заводский район       | Угодский Завод                        |
| 133 | 6              | Удомельский район             | Удомля                                |
| 134 | 114            | Узловский район               | Узловая                               |
| 135 | 130            | Ухоловский район              | Ухолово                               |
| 136 | 49             | Ухтомский район               | Люберцы                               |
| 137 | 120            | Черепетский район             | пгт Черепеть                          |
| 138 | 134            | Чернавский район              | Чернава                               |
| 139 | 141            | Чернский район                | Чернь                                 |
| 140 | 105            | Чучковский район              | Чучково                               |
| 141 | 45             | Шатурская пригородная зона    | Шатура                                |
| 142 | 33             | Шаховской район               | Шаховская                             |
| 143 | 107            | Шацкий район                  | Шацк                                  |
| 144 | 104            | Шиловский район               | Шилово                                |
| 145 | 123            | Щёкинский район               | Нижний                                |
| 146 | 40             | Щёлковский район              | Щёлково                               |

- 29 января 1935 года 26 районов переданы в состав новообразованной Калининской области: Калининский, Бежецкий, Вышне-Волоцкий, Ново-Торжский, Емельяновский, Тургиновский, Завидовский, Кимрский, Нерльский, Калязинский, Кашинский, Кесово-Горский, Санковский, Красно-Холмский, Весьегонский, Сандовский, Лесной, Удомельский, Ясеновический, Спировский, Лихославльский, Рамешковский, Максатихинский, Молоковский, Толмачевский и Конаковский[17].
- 2 марта 1935 года была утверждена новая районная сеть Московской области (130 районов) (с 31 декабря 1935 года — 129 районов, 1 город с присоединенной к нему сельской местностью, 1 рабочий поселок с присоединенной к нему сельской местностью).
- 26 сентября 1937 года в ходе разукрупнения из Московской области были выделены Тульская и Рязанская области (77 районов)[18][19].
- 1938. По состоянию на 1 октября в Московскую область входили 52 района: Боровский, Бронницкий, Верейский, Виноградовский, Волоколамский, Воскресенский, Высокиничский, Дмитровский, Егорьевский, Загорский, Зарайский, Звенигородский, Истринский, Каширский, Клинский, Коломенский, Коммунистический (центр — село Рогачёво), Константиновский, Коробовский (центр — село Дмитровский Погост), Красногорский, Красно-Пахорский, Кунцевский, Куровской, Ленинский, Лопасненский, Лотошинский, Луховицкий, Малинский, Малоярославецкий, Михневский, Можайский, Мытищинский, Наро-Фоминский, Ново-Петровский, Ногинский, Озёрский, Орехово-Зуевский, Павлово-Посадский, Петушинский, Подольский, Пушкинский, Раменский, Реутовский, Рузский, Серпуховский, Солнечногорский, Талдомский, Угодско-Заводский, Ухтомский (центр — Люберцы), Шаховской, Щёлковский.
- 1939. Образованы Осташёвский, Красно-Полянский, Высоковский и Кривандинский районы.
- 1940. Образован Химкинский район.
- 1941. Реутовский район переименован в Балашихинский, а его центр перенесён из Реутова в Балашиху.
- 1942. К Московской области присоединены Донской, Узловский, Кимовский, Серебряно-Прудский районы Тульской области и Горловский, Михайловский, Скопинский и Чапаевский районы Рязанской области.
- 1943. Из Михайловского района выделен Октябрьский район.
- 1944. Образована Калужская область, из Московской области в её состав переданы Боровский, Высокиничский, Малоярославецкий и Угодско-Заводский районы. Образована Владимирская область, из Московской области передан в её состав Петушинский район.
- 1946. Горловский, Михайловский, Октябрьский, Скопинский, Чапаевский районы возвращены в Рязанскую область. Образован Гремячевский район. Красно-Пахорский район переименован в Калининский.
- 1953. Центр Красно-Полянского района перенесён в Долгопрудный.
- 1954. Лопасненский район переименован в Чеховский.
- 1956. Упразднён Кривандинский район. Образован Шатурский район.
- 1957. В Тульскую область переданы районы, переведённые из состава этой области в Московскую область в 1942 году (Донской, Узловский, Кимовский районы), кроме Серебряно-Прудского. Упразднены Виноградовский, Высоковский, Истринский, Звенигородский, Калининский, Коммунистический, Константиновский, Малинский, Осташёвский, Пушкинский, Солнечногорский районы.
- 1959. Упразднены Бронницкий, Верейский, Коробовский, Краснополянский, Михневский, Ново-Петровский, Озёрский районы. Образован Ступинский район. Ухтомский район переименован в Люберецкий.
- 1960. В результате реформы административно-территориального деления Москвы и Московской области число районов сократилось до 29: Волоколамский, Воскресенский, Дмитровский, Егорьевский, Загорский, Зарайский, Звенигородский, Истринский, Калининградский, Каширский, Клинский, Коломенский, Лотошинский, Луховицкий, Можайский, Наро-Фоминский, Ногинский, Орехово-Зуевский, Подольский, Раменский, Рузский, Серебряно-Прудский, Серпуховский, Солнечногорский, Ступинский, Талдомский, Шатурский, Шаховский, Щёлковский. Из состава Московской области были исключены и переданы в административное подчинение Москве Балашихинский, Красногорский (центр — Тушино), Люберецкий, Мытищинский и Ульяновский (центр — Ленино) районы.
- 1961. Балашихинский, Красногорский, Люберецкий, Мытищинский и Ульяновский районы возвращены в Московскую область.
- 1962. Калининградский район переименован в Пушкинский район.
- 1963. Число районов сокращено до 12: Волоколамский, Дмитровский, Егорьевский, Звенигородский, Коломенский, Ленинский (центр — Подольск), Люберецкий, Можайский, Мытищинский, Орехово-Зуевский, Солнечногорский, Ступинский.
- 1965. Восстановлены районы, существовавшие в 1961 году (кроме Калининградского). Ульяновский район преобразован в Ленинский (центр — Видное), Звенигородский — в Одинцовский. Образованы Павлово-Посадский, Пушкинский, Химкинский и Чеховский районы. Город Зеленоград переходит в подчинение Москвы.
- 1969. Образованы Озёрский и Домодедовский районы.
- В 1984—1985 годах из Московской области в состав Москвы были переданы некоторые территории за МКАД: части Красногорского, Химкинского, Мытищинского, Балашихинского, Люберецкого, Ленинского и Наро-Фоминского районов[20]. При этом из состава Московской области были переданы: город Солнцево (целиком), восточная часть города Долгопрудный, западная часть города Люберцы, рабочие посёлки Западный, Северный, Мещёрский и Косино (целиком), дачные посёлки Переделкино и Чоботы (целиком), восточная часть рабочего посёлка Новоподрезково, западная часть рабочего посёлка Бутово[20][21].
- В 1987 году из Московской области в состав Москвы была передана часть территории Солнечногорского района, в том числе рабочий поселок Крюково (целиком), восточная часть дачного поселка Алабушево.
- В 1988 году из Московской области в состав Москвы были переданы часть территории Подольского района, в том числе восточная часть города Щербинка, и бывшее село Виноградово на Долгих прудах (изначально давших название городу), находившееся в составе Долгопрудного.
- В 1989 году из Московской области в состав Москвы была передана часть дачного посёлка дачно-строительного кооператива «Мичуринец» Ленинского района, а в 1990 году — рабочий поселок Новобратцевский Красногорского района (целиком). Посёлок городского типа Протвино преобразован в город областного подчинения.

### 1991 — настоящее время
- 1991. Загорский район переименован в Сергиево-Посадский, а его центр город Загорск — в Сергиев Посад. Село Щитниково включено в состав Москвы.
- 1992. Города Бронницы, Красноармейск и Щербинка получают статус городов областного подчинения.
- 1994. Сельсоветы преобразованы в сельские округа. Приокск получает статус посёлка городского типа. Ранее в самом начале 1990-х образование наделено статусом ЗАТО. На муниципальном уровне самостоятельное муниципальное образование «Посёлок Приокск».
- 1996. Город Калининград переименован в город Королёв. Город Дзержинский получает статус города областного подчинения.
- 1998. У Приокска упразднён статус ЗАТО.
- 2001. Города Балашиха, Видное, Волоколамск, Воскресенск, Дмитров, Домодедово, Егорьевск, Зарайск, Истра, Кашира, Клин, Красногорск, Люберцы, Можайск, Мытищи, Наро-Фоминск, Ногинск, Одинцово, Озёры, Павловский Посад, Пушкино, Раменское, Солнечногорск, Ступино, Химки, Чехов, Шатура, Щёлково включены в состав районов и преобразованы в города районного подчинения.
- 2004. Приокск включён в состав города Ступино.
- 2004—2005. Система административно-территориального и муниципального деления приведена в соответствие с новым федеральным законодательством. В рамках проведенной муниципальной реформы упорядочена система муниципальных районов, городских округов, городских и сельских поселений. Химкинский, Балашихинский и Домодедовский районы преобразованы в городские округа Химки, Балашиха и Домодедово соответственно. При этом в бывшем Химкинском районе все города, посёлки городского типа и сельские населённые пункты были включены в городскую черту (и, соответственно, восстановлен статус города областного подчинения), а в Балашихинском и Домодедовском районах в городскую черту были включены посёлки городского типа, а сельские населённые пункты были подчинены непосредственно администрации городского округа, и в части административно-территориального деления Балашиха и Домодедово остались административными районами. Всего в рамках муниципальной реформы образовано 36 городских округов, 36 муниципальных районов и 306 поселений в муниципальных районах (114 городских и 192 сельских). Из муниципальных районов выделены и преобразованы городские округа Лосино-Петровский, Котельники и Черноголовка.
- 2006—2007. Сельские округа заменены сельскими поселениями — территориальными единицами в границах соответствующих муниципальных образований[22]. Все административные районы, за исключением Балашихинского и Домодедовского, разделены на территориальные единицы — города районного подчинения, посёлки городского типа, города районного подчинения и посёлки городского типа с административной территорией (сельскими населёнными пунктами, административно подчинёнными городам/посёлкам городского типа, находящимися в границах муниципальных образований городских поселений) и сельские поселения[23]. Города Котельники и Черноголовка получают статус городов областного подчинения в границах соответствующих городских округов.
- 2009. Образованы три новых городских округа: посёлки Власиха (ЗАТО), Звёздный городок (ЗАТО) и Электрогорск, а также одно новое сельское поселение Квашёнковское в Талдомском муниципальном районе. Лосино-Петровский и Электрогорск наделены статусом города областного подчинения.

Карта муниципальных образований Московской области в конце 2000-х годов

- 2010. В Балашихинском и Домодедовском районах выделены территориальные единицы города с административно подчинёнными сельскими населёнными пунктами[24].
- 2011. Балашихинский и Домодедовский административные районы упразднены, их территории целиком были переданы в административное подчинение соответствующих городов, Балашиха и Домодедово получили статус городов областного подчинения. Также в рамках проекта расширения Москвы из Люберецкого района Москве был передан участок Люберецкие Поля и урегулирован территориальный спор по территории аэропорта Шереметьево (на территорию аэропорта претендовали одновременно и Москва и Московская область, теперь Москва отказалась от претензий на аэропорт).
- 2012. В рамках проекта расширения Москвы из Московской области в состав Москвы переданы городские округа Троицк и Щербинка, а также 3 городских и 16 сельских поселений из состава Ленинского, Подольского и Наро-Фоминского районов: Московский, Кокошкино, Киевский, Внуковское, Марушкинское, Филимонковское, «Мосрентген», Сосенское, Воскресенское, Десёновское, Рязановское, Новофёдоровское, Первомайское, Щаповское, Краснопахорское, Клёновское, Вороновское, Роговское, Михайлово-Ярцевское. Также Москве были переданы части нескольких поселений из Красногорского и Одинцовского районов для трёх отдельных территорий (участков). В результате территория Московской области уменьшилась на 148 тыс. га.
- В 2014—2020 гг. в Московской области было проведено реформирование и укрупнение муниципальных образований и соответствующих административно-территориальных единиц. На начало 2014 года в Московской области существовало 36 городских округов, 36 муниципальных районов и 288 поселений в муниципальных районах (111 городских и 177 сельских). В ходе реформы все муниципальные районы были преобразованы в городские округа либо объединены с другими городскими округами, а все поселения в составе муниципальных районов были упразднены. На административно-территориальном уровне все районы были преобразованы в города или посёлки городского типа областного подчинения либо объединены с городами областного подчинения. В итоге на конец 2020 года в состав Московской области входили 60 городских округов (в рамках административно-территориального деления 52 города областного подчинения, 3 посёлка городского типа областного подчинения и 5 ЗАТО).

| ГО 1        | Королёв                  | 1  | Королёв               | 2014          | объединение в единый ГО                                                     |
| ГО 2        | Юбилейный                | 1  | Королёв               | 2014          | объединение в единый ГО                                                     |
| р-н 1       | Егорьевский район        | 2  | Егорьевск             | 2015          | преобразование в ГО                                                         |
| р-н 2       | Каширский район          | 3  | Кашира                | 2015          | преобразование в ГО                                                         |
| р-н 3       | Мытищинский район        | 4  | Мытищи                | 2015          | преобразование в ГО                                                         |
| р-н 4       | Серебряно-Прудский район | 5  | Серебряные Пруды      | 2015          | преобразование в ГО                                                         |
| р-н 5       | Шаховской район          | 6  | Шаховская             | 2015          | преобразование в ГО                                                         |
| ГО 3        | Балашиха                 | 7  | Балашиха              | 2015          | объединение в единый ГО                                                     |
| ГО 4        | Железнодорожный          | 7  | Балашиха              | 2015          | объединение в единый ГО                                                     |
| ГО 5        | Подольск                 | 8  | Подольск              | 2015          | объединение в единый ГО                                                     |
| ГО 6        | Климовск                 | 8  | Подольск              | 2015          | объединение в единый ГО                                                     |
| р-н 6       | Подольский район         | 8  | Подольск              | 2015          | объединение в единый ГО                                                     |
| ГО 7        | Коломна                  | 9  | Коломна               | 2015—2020     | объединение в единый ГО                                                     |
| р-н 7       | Коломенский район        | 9  | Коломна               | 2015—2020     | объединение в единый ГО                                                     |
| р-н 8       | Озёрский район           | 9  | Коломна               | 2015—2020     | объединение в единый ГО                                                     |
| р-н 9       | Люберецкий район         | 10 | Люберцы               | 2017          | преобразование в ГО                                                         |
| р-н 10      | Рузский район            | 11 | Руза                  | 2017          | преобразование в ГО                                                         |
| р-н 11      | Павлово-Посадский район  | 12 | Павловский Посад      | 2017          | преобразование в ГО                                                         |
| р-н 12      | Красногорский район      | 13 | Красногорск           | 2017          | преобразование в ГО                                                         |
| р-н 13      | Зарайский район          | 14 | Зарайск               | 2017          | преобразование в ГО                                                         |
| р-н 14      | Луховицкий район         | 15 | Луховицы              | 2017          | преобразование в ГО                                                         |
| р-н 15      | Истринский район         | 16 | Истра                 | 2017          | преобразование в ГО                                                         |
| р-н 16      | Наро-Фоминский район     | 17 | Наро-Фоминск          | 2017          | преобразование в ГО                                                         |
| р-н 17      | Ступинский район         | 18 | Ступино               | 2017          | преобразование в ГО                                                         |
| р-н 18      | Чеховский район          | 19 | Чехов                 | 2017          | преобразование в ГО                                                         |
| р-н 19      | Клинский район           | 20 | Клин                  | 2017          | преобразование в ГО                                                         |
| р-н 20      | Шатурский район          | 21 | Шатура                | 2017—2020     | объединение в единый ГО                                                     |
| ГО 8        | Рошаль                   | 21 | Шатура                | 2017—2020     | объединение в единый ГО                                                     |
| р-н 21      | Можайский район          | 22 | Можайск               | 2018          | преобразование в ГО                                                         |
| р-н 22      | Дмитровский район        | 23 | Дмитров               | 2018          | преобразование в ГО                                                         |
| р-н 23      | Талдомский район         | 24 | Талдом                | 2018          | преобразование в ГО                                                         |
| ГО 9        | Электросталь             | 25 | Электросталь          | 2018          | включение в состав сп Стёпановского из Ногинского района                    |
| р-н 24      | Ногинский район          | 26 | Ногинск (Богородский) | 2018          | преобразование в ГО                                                         |
| ГО 10       | Лосино-Петровский        | 27 | Лосино-Петровский     | 2018          | включение в состав гп Свердловского и сп Анискинского из Щёлковского района |
| ГО 11       | Орехово-Зуево            | 28 | Орехово-Зуево         | 2018—2019     | объединение в единый ГО                                                     |
| р-н 25      | Орехово-Зуевский район   | 28 | Орехово-Зуево         | 2018—2019     | объединение в единый ГО                                                     |
| р-н 26      | Щёлковский район         | 29 | Щёлково               | 2019          | преобразование в ГО                                                         |
| р-н 27      | Солнечногорский район    | 30 | Солнечногорск         | 2019          | преобразование в ГО                                                         |
| р-н 28      | Сергиево-Посадский район | 31 | Сергиев Посад         | 2019          | преобразование в ГО                                                         |
| р-н 29      | Воскресенский район      | 32 | Воскресенск           | 2019          | преобразование в ГО                                                         |
| р-н 30      | Раменский район          | 33 | Раменское             | 2019          | преобразование в ГО                                                         |
| р-н 31      | Волоколамский район      | 34 | Волоколамск           | 2019          | преобразование в ГО                                                         |
| р-н 32      | Лотошинский район        | 35 | Лотошино              | 2019          | преобразование в ГО                                                         |
| р-н 33      | Ленинский район          | 36 | Видное (Ленинский)    | 2019          | преобразование в ГО                                                         |
| р-н 34      | Одинцовский район        | 37 | Одинцово              | 2019          | объединение в единый ГО                                                     |
| ГО 12       | Звенигород               | 37 | Одинцово              | 2019          | объединение в единый ГО                                                     |
| ГО 13       | Серпухов                 | 38 | Серпухов              | 2019          | объединение в единый ГО                                                     |
| р-н 35      | Серпуховский район       | 38 | Серпухов              | 2019          | объединение в единый ГО                                                     |
| р-н 36      | Пушкинский район         | 39 | Пушкино               | 2019—2020     | объединение в единый ГО                                                     |
| ГО 14       | Ивантеевка               | 39 | Пушкино               | 2019—2020     | объединение в единый ГО                                                     |
| ГО 15       | Красноармейск            | 39 | Пушкино               | 2019—2020     | объединение в единый ГО                                                     |
| ГО 16       | Бронницы                 | 40 | Бронницы              | без изменений | без изменений                                                               |
| ГО 17       | Дзержинский              | 41 | Дзержинский           | без изменений | без изменений                                                               |
| ГО 18       | Долгопрудный             | 42 | Долгопрудный          | без изменений | без изменений                                                               |
| ГО 19       | Домодедово               | 43 | Домодедово            | без изменений | без изменений                                                               |
| ГО 20       | Дубна                    | 44 | Дубна                 | без изменений | без изменений                                                               |
| ГО 21       | Жуковский                | 45 | Жуковский             | без изменений | без изменений                                                               |
| ГО 22       | Котельники               | 46 | Котельники            | без изменений | без изменений                                                               |
| ГО 23       | Лобня                    | 48 | Лобня                 | без изменений | без изменений                                                               |
| ГО 24       | Лыткарино                | 49 | Лыткарино             | без изменений | без изменений                                                               |
| ГО 25       | Протвино                 | 50 | Протвино              | без изменений | без изменений                                                               |
| ГО 26       | Пущино                   | 51 | Пущино                | без изменений | без изменений                                                               |
| ГО 27       | Реутов                   | 52 | Реутов                | без изменений | без изменений                                                               |
| ГО 28       | Фрязино                  | 53 | Фрязино               | без изменений | без изменений                                                               |
| ГО 29       | Химки                    | 54 | Химки                 | без изменений | без изменений                                                               |
| ГО 30       | Черноголовка             | 47 | Черноголовка          | без изменений | без изменений                                                               |
| ГО 31       | Электрогорск             | 55 | Электрогорск          | без изменений | без изменений                                                               |
| ГО 32(ЗАТО) | Краснознаменск           | 56 | Краснознаменск        | без изменений | без изменений                                                               |
| ГО 33(ЗАТО) | Власиха                  | 57 | Власиха               | без изменений | без изменений                                                               |
| ГО 34(ЗАТО) | Восход                   | 58 | Восход                | без изменений | без изменений                                                               |
| ГО 35(ЗАТО) | Звёздный городок         | 59 | Звёздный городок      | без изменений | без изменений                                                               |
| ГО 36(ЗАТО) | Молодёжный               | 60 | Молодёжный            | без изменений | без изменений                                                               |

- 1 января 2023.

Из городского округа Солнечногорск в городской округ Химки передана территория площадью 147,97 км², с расположенными на ней 36 населёнными пунктами.
Из Одинцовского городского округа в городской округ Красногорск передана территория площадью 3,15 км², административно являющаяся частью деревни Раздоры, с находящейся на ней жилым комплексом «Спутник» и парком «Липовая роща».
- 9 января 2023. Городские округа Павловский Посад и Электрогорск объединены в Павлово-Посадский городской округ.
- 10 февраля 2023. Городские округа Протвино и Пущино объединены с городским округом Серпухов[32].
- 26 декабря 2024. Из городского округа Раменское в городской округ Люберцы передана территория площадью 29,49 км², с расположенными на ней 6 населёнными пунктами[33][34].
- 27 декабря 2024. Объединены городской округ Люберцы и городской округ Дзержинский[35].
- 1 января 2025. Четырнадцать городских округов Московской области (Волоколамский городской округ, Дмитровский городской округ, городской округ Егорьевск, городской округ Зарайск, городской округ Истра, городской округ Лотошино, городской округ Луховицы, Можайский городской округ, Раменский городской округ, Рузский городской округ, городской округ Серебряные Пруды, городской округ Чехов, городской округ Шатура, городской округ Шаховская) преобразованы в муниципальные округа[36].